# 982

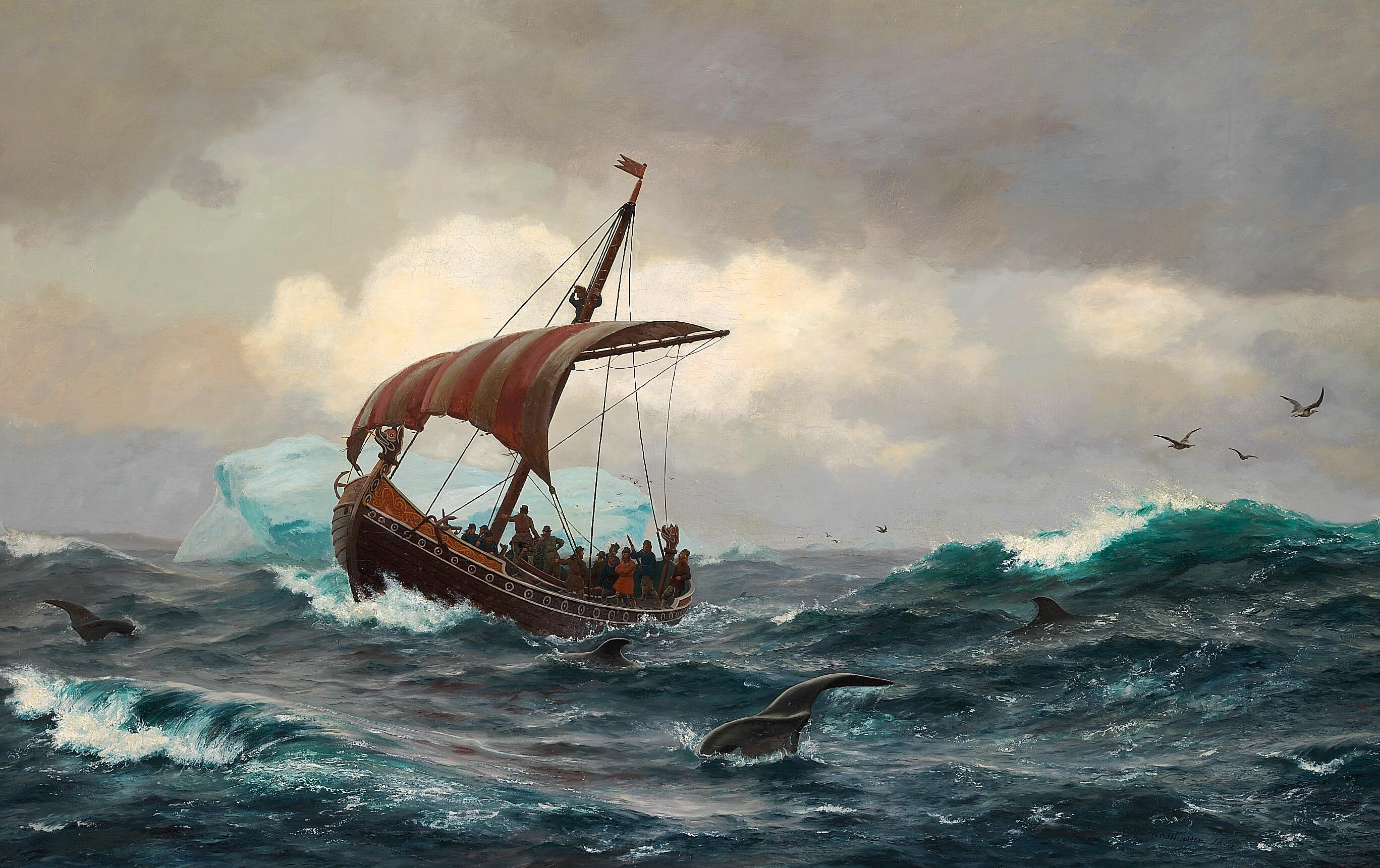
Erik de Rode op ontdekkingsreis (1875).

Het jaar 982 is het 82e jaar in de 10e eeuw volgens de christelijke jaartelling.

## Gebeurtenissen

### Europa
- Zomer - Keizer Otto II ("de Rode") verzamelt in Tarente een expeditieleger en rukt op langs de kust richting Calabrië. Ondertussen verklaart Abu al-Qasim, heerser van het emiraat Sicilië, een "heilige oorlog" (jihad) tegen het Heilige Roomse Rijk. Maar de Moorse troepen moeten zich terugtrekken naar Sicilië wanneer blijkt dat de Duitse overmacht te sterk is. Otto slaat bij Rossano een kamp op en maakt plannen om Zuid-Italië in te lijven.
- 13 juli - Slag bij Crotone: Een Duits-Italiaans expeditieleger (ongeveer 4.000 man) onder bevel van Otto II ("de Rode") probeert Zuid-Italië te veroveren, maar wordt verslagen door de Moorse troepen. Tijdens de veldslag overlijdt Abu al-Qasum aan zijn verwondingen. Otto weet ternauwernood te ontsnappen en moet zijn poging opgeven. Hij krijgt te maken met invallen van de Denen en Slavische volkeren die de rijksgrenzen bedreigen.[1]
- Herfst - Koning Harald I ("Blauwtand") valt Noorwegen binnen en plundert het schiereiland Stad. Op de terugweg, komt hij Håkon Sigurdsson (de feitelijke heerser van Noorwegen) en zijn leger tegen. Harald wordt op de vlucht gedreven en gedwongen zijn rooftocht te beëindigen. Indirect gaat Haralds gezag over Noorwegen vanwege de felle weerstand van Håkon en zijn edelen verloren.[2]
- 15 oktober - Bermudo II wordt in de kathedraal van Santiago de Compostella gekroond tot koning van Galicië als gevolg van een opstand van edelen tegen koning Ramiro III.
- Winter - Otto-Willem wordt paltsgraaf van Bourgondië, door zijn huwelijk met de 23-jarige Ermentrudis van Roucy, dochter van de Vikingenaanvoerder Ragenold van Roucy.[3]
- Koning Lotharius III (II) laat zijn zoon Lodewijk trouwen met de rijke weduwe Adelheid van Anjou, dochter van graaf Fulco II ("de Goede").[4]

### Ontdekkingsreizen
- Erik de Rode, een Noorse Vikingenprins en edelman, wordt verbannen uit IJsland en reist naar Groenland. Hij verkent de kustlijn en sticht er vijf kolonies (waarschijnlijke datum).[5]

## Geboren
- Atisha, Tibetaans boeddhistisch leraar (overleden 1054)
- Dirk III, graaf van West-Frisia en Holland (overleden 1039)
- Judith van Bretagne, Bretons edelvrouw (overleden 1017)

## Overleden
- 13 juli - Slag bij Crotone:
  - Abu al-Qasim, heerser van Sicilië (r. 969 - 982)
  - Gunther I, markgraaf van Meißen (r. 965 -982)
  - Landulf IV, Longobardisch prins en edelman
- 1 november - Otto I (28), Duits prins en edelman
- 27 november - Mathilde, koningin van Bourgondië